# Peder Severin Krøyer
Peder Severin Krøyer, conocido como P.S. Krøyer (Stavanger, Noruega, 23 de julio de 1851 - Skagen, Dinamarca, 21 de noviembre de 1909) fue un pintor danonoruego. Es uno de los más estimados y coloristas pintores de la comunidad danonoruega de Skagen. Son muy valorados sus cuadros naturistas de vívidas escenas cotidianas, con influencia por la aparición de la fotografía.

## Biografía
Nacido en Noruega, su madre,  Ellen Cecilie Gjesdal, según un poder judicial no estaba capacitada para criarlo y Peder quedó a cargo de la hermana de su madre y su marido con quienes se estableció en Copenhague. A los nueve años, comenzó su carrera artística con tutores privados y al año siguiente ingresó en el Instituto Técnico de Copenhague. 
En 1870, con 19 años, completó sus estudios en la Real Academia Danesa de Arte (Det Kongelige Danske Kunstakademi), donde estudió con artistas como Frederik Vermehren. En 1873, lo galardonaron con la medalla de oro y le ofrecieron una beca.
Su debut oficial como artista se produjo en 1871 en el Castillo de Charlottenborg con un retrato de su amigo, el pintor Frans Schwartz. En este castillo expuso durante toda su vida. 
En 1874, Heinrich Hirschsprung, compró su primera obra, estableciendo así un largo mecenazgo. Muchas de las obras que le compró se exponen hoy día en el Museo Hirschsprung de Copenhague.
Entre 1877 y 1881, Krøyer recorrió Europa, conociendo a artistas, estudiando arte y desarrollando sus habilidades y directrices como pintor. En París, le dio clase Léon Bonnat y se empapó del impresionismo de Claude Monet, Alfred Sisley, Edgar Degas, Pierre-Auguste Renoir y Édouard Manet. 
Siguió viajando y embebiéndose de la cultura extranjera durante toda su vida gracias a sus exposiciones en Dinamarca y a que Hirschsprung sufragaba sus viajes.
Como muchos artistas, entre ellos, Holger Drachmann, Georg Brandes, Henrik Pontoppidan, Michael Ancher o Anna Ancher, su obra se asocia a esta localidad danesa. 
En 1882, de regreso a Dinamarca, vive de junio a octubre en Skagen, por aquel entonces una remota aldea pesquera en el norte de Jutlandia, inspirándose para pintar en temas de la vida cotidiana local y representaciones de artistas y otras personas influyentes que vivían en Skagen en esos tiempos. 
Desde entonces compaginó su vida en un apartamento de Copenhague con casitas de verano en Skagen y travesías por muchos lugares del mundo.

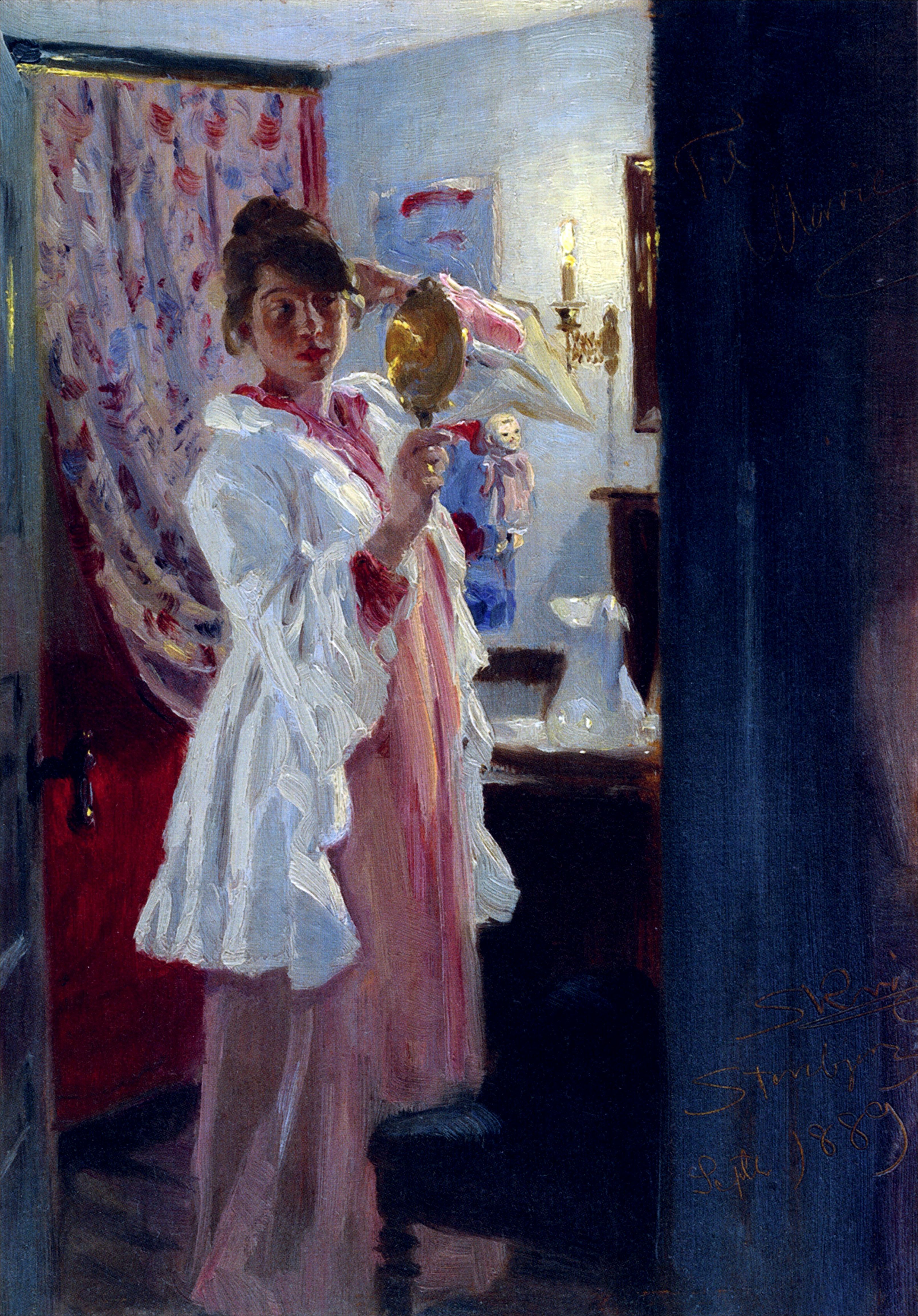
Interior con Marie, 1889.

En un viaje a París en 1888 se encontró con Marie Martha Mathilde Triepcke, a quien ya había conocido en Copenhague. Se enamoraron y tras un tumultuoso romance, se casaron el 23 de julio de 1889 en casa de los padres de ella en Alemania. Marie, que era también pintora, también estuvo asociada a la comunidad de Skagen y apareció en muchos cuadros de Peder durante su matrimonio que terminó en 1905.
Krøyer falleció en 1909 con 58 años después de pasar años enfermo de sífilis. Fue de un hospital a otro y al final la enfermedad afectó también a su equilibrio mental y a su visión, acabó totalmente ciego. A pesar de eso realizó varios cuadros con ceguera parcial y al final de sus días, bromeaba con que su visión mejoraraba con la pérdida del ojo que por el que aún veía.

## Obra
Su más reconocida y conocida obra es sin duda, Noche estival en la playa sur de Skagen con Anna Ancher y Marie Krøyer (Sommeraften ved Skagen Sønderstrand med Anna Ancher og Marie Krøyer), 1893. Pintó numerosas escenas de playa y pescadores. 
Otra de sus obras muy apreciada es Hoguera la víspera de San Juan en la playa de Skagen (Sankthansbål på Skagen strand), 1903. En esta obra de grandes dimensiones, aparece una gran conjunto de la comunidad influyente de Skagen en la celebración de San Juan. 
Ambas obras se hallan en el Museo de Skagen, museo dedicado a los artistas asociados al movimiento artístico de esta comunidad y que circundan y a quienes organizaba y ayudaba Peder Severin Krøyer.

Tarde estival en la playa de Skagen. El artista y su esposa, 1899.

Hip hip hurra! Fiesta de artistas en Skagen (1888). Un cuadro en el que figuran algunos de los artistas conocidos como los Pintores de Skagen.

### Museos
Su obra se encuentra:
- Skagens Museum, Dinamarca;
- Museum of Fine Arts, Boston;
- Oglethorpe University Museum, Georgia;
- Philadelphia Museum of Art;
- Schleswig-Holstein Museums, Alemania.
- Göteborgs konstmuseum, Gotemburgo, Suecia